# Iglesia de Piedra
La Iglesia de Piedra es un islote que, en conjunto al Islote Lobería, conforman al Santuario de la naturaleza Islote Lobería e Iglesia de Piedra. Esta estructura natural, se encuentra adyacente a la localidad de Pilicura y cercano a la localidad de Buchupureo, en la comuna chilena de Cobquecura, Región de Ñuble.

## Historia
Antiguamente el área era habitada por poblaciones indígenas, cuales en idioma chesungun, llamaban al roquerío "Pilicura", nombre que actualmente ocupa una localidad rural adyacente. La etimología de este nombre deriva de dos palabras, "cura" que significa piedra y "pili" cual se le otorgan dos traducciones: "Frío" o "Lo sagrado", esta última en relación con que la palabra pili, puede ser diminutivo de pilli o pillán, lo cual hace entender que significa "Piedra Santa". En ambos casos, las características del área cumplen con lo descrito por los primeros habitantes.
Su nombre se debe a un pasillo que atraviesa la gran roca, cuya formación natural, ha servido para realizar actividades eclesiásticas de la Iglesia Católica, con advocación a la Virgen del Carmen, cuyas misas suelen realizarse los días 8 de diciembre en celebración a la Inmaculada Concepción.
El 1 de septiembre de 1992, el Ministerio de Educación declaró al islote como santuario de la naturaleza, en conjunto al Islote Lobería, mediante el Decreto Supremo n.º 544.